# Chiesa di Sant'Agnese (Sondalo)
La chiesa di Sant'Agnese è un luogo di culto cattolico di Sondalo della diocesi di Como e della provincia di Sondrio, inserita nell'unità pastorale di 27 - Grosio.

## Storia
La piccola chiesa dedicata a sant'Agnese è tra le più antiche del territorio di Sondalo posta su un'altura in prossimità dell'antico castello di Bofalora (o Boffalora) distrutto nel 1273 dopo l'assedio e la conseguente distruzione da parte del vescovo di Como contro i Von Matsch feudatari del territorio.

Il primo documento che la cita risale al 13 dicembre 1215 anche se, per la sua conformazione si ritiene che possa essere di un periodo precedente, forse edificata su un'antica torre di avvistamento, diventando la chiesetta del castello o addirittura la chiesa di uno xenodochio per i passanti gestito dai monaci dell'ordine benedettini collegati con il monastero di San Martino di Serravalle, che dipendeva da quello di Sant'Abbondio  Le notizie non certe, furono riportate da don Santo Monti: 
(Don Santo Monti)

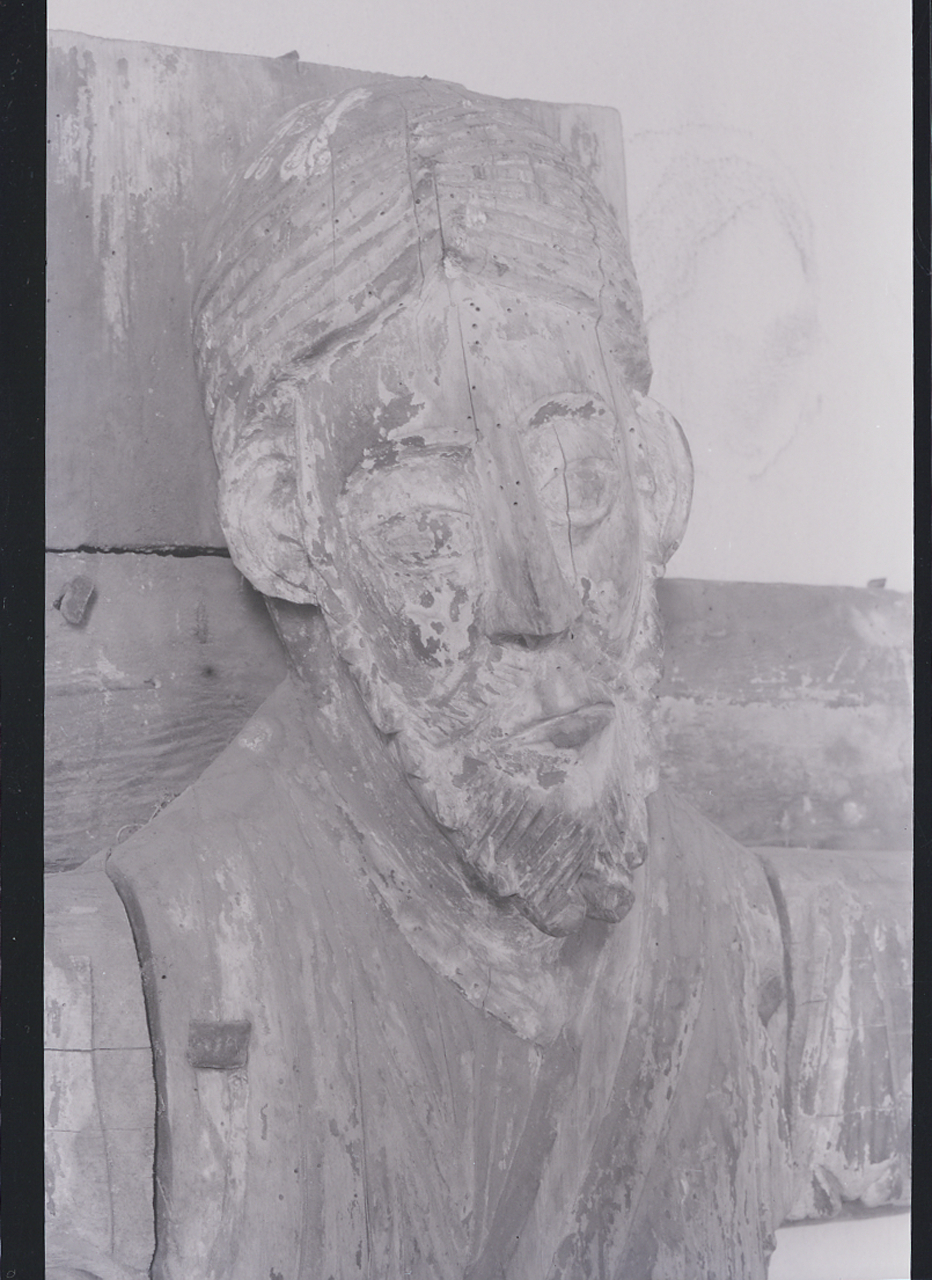
Paolo Monti - Crocifisso “romìt”

Questa però è una ricostruzione non plausibile in quanto Carlo Magno non scese mai in Valtellina, però indica che la chiesa è tra le più antiche del territorio. La chiesa fu la prima sede della parrocchia di Sondalo, passando nel 1220 alla chiesa di Santa Marta. Nel Seicento l'edificio fu oggetto di rimaneggiamento, e le relazioni delle visite pstorali indicano la presenza di tre altari e del crocifisso carolingio in legno intagliato conosciuto come: “al romìt de Santa Nesgia”,, presenza segnalata ancora nel 1938: “appeso alla parete di un ambiente prossimo alla chiesa”. La scultura presenta la particolare caratteristica del Cristo sulla croce che indossa una lunga tunica o “colobium”. Il manufatto, per tradizione si narra che fosse stato intagliato da un romito che passava il suo tempo in prossimità della chiesa e per questo ne ha preso il nome, ed è stato oggetto di accurato studio per ricostruirne la storia e lo stilo che lo caratterizza. Il grande crocifisso è conservato nella chiesa di San Francesco.  Se non è certo che l'opera fu realizzata da un romito, certa è la presenza nel Seicento del romito frate Francesco Torriani.

## Descrizione

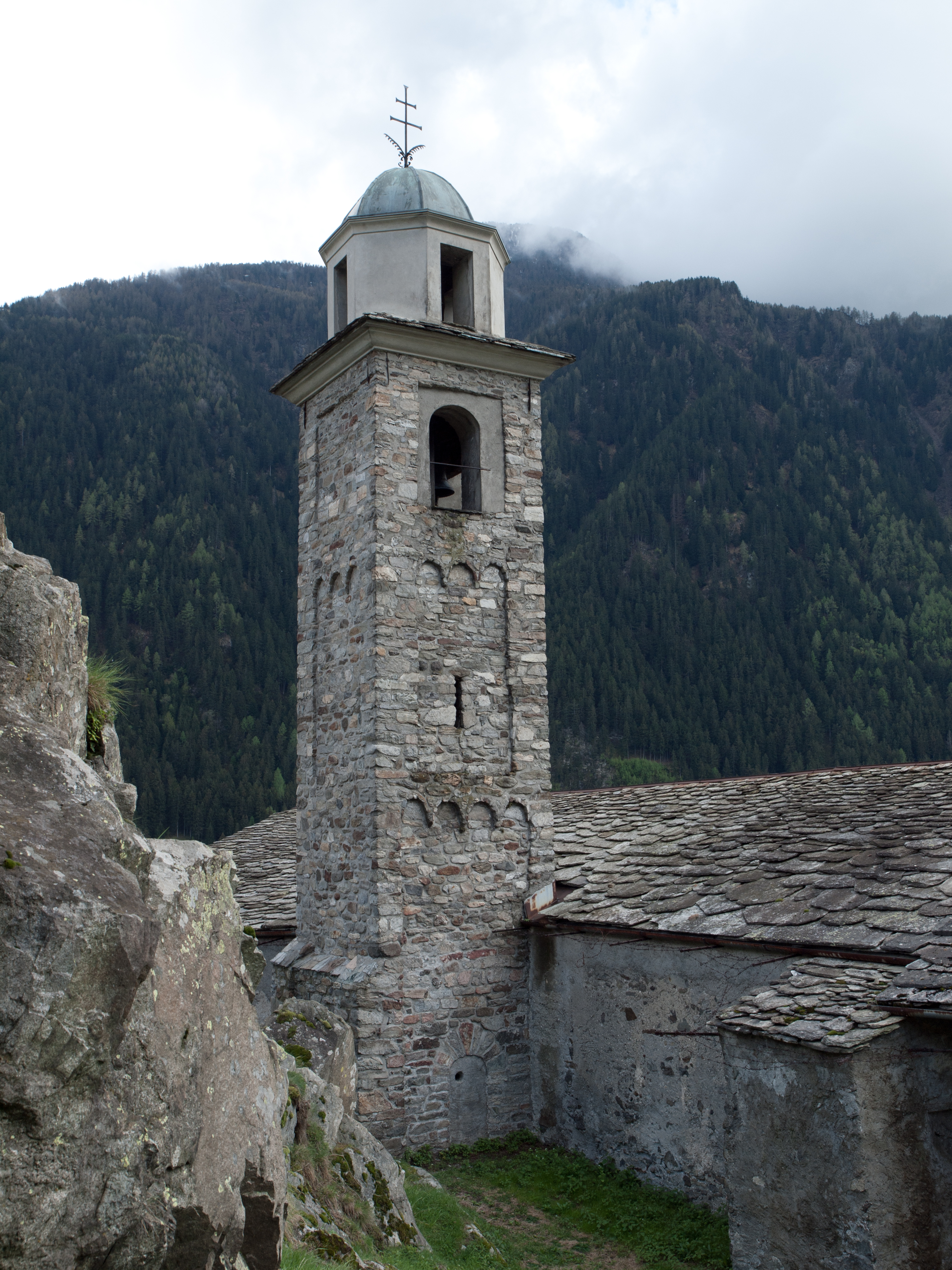
Chiesa di Sant'Agnese, campanile

L'edificio di culto sposta sopra l'altura appare imponente, con due grandi archi a reggere composta da tre corpi distinti e conserva sulla parete esterna l'affresco cinquecentesco raffigurante la Crocifissione con Maria e Giovanni evangelista. La torre campanaria a pianta quadrata in conci di pietra e con decori ad archetti pensili che dividono in sezioni la struttura fino alla monofora che ospita il castello della sola campana. L'edificio prosegue con una torretta con copertura a cupola d'epoca di molto successiva alla costruzione della torre.

L'interno a unica navata con l'altare maggiore ligneo con un altorilievo raffigurante la pietà, mentre la parte superiore è di fattura seicentesca sempre lignea con la cornice composta da colonnine ritorte che reggono il timpano semicircolare spezzato. Sulla volta di un'apertura vi è la scritta: 

### Esplicative
1. ↑  Nel 1269 il feudatario Corrado Von Marsch aveva tenuto prigioniero nel maniero il vescovo Raimondo Torriani, lo aveva esposto dentro una gabbia di ferro, per questo Napoleone della Torre vendicò il grave danno fatto all'importante prelato assediando e distruggendo il castello a questo si lega anche la leggenda di Sondalo e della figlia Agnese di Corrado, sparita insieme al padre al distruggere del castello

### Bibliografiche
1. ↑   Chiesa di Sant'Agnese <Sondalo>, su Le chiese delle diocesi italiane, Conferenza Episcopale Italiana.
2. ↑   Arte e architettura | Sondalo Turismo, su www.sondaloturismo.it. URL consultato il 30 giugno 2025.
3. ↑   Le altre chiese-S. Agnese, su parrocchiasondalo.wordpress.com.
4. ↑   Maria Gnoli Lenzi, Inventario degli oggetti d’arte d'Italia. IX, Provincia di Sondrio, La Libreria dello Stato, 1938,  p. 362.
5. ↑   Il romit di sant'Agneses, su paesidivaltellina.it, Leggende di Sondalo. paesi della Valtellina. URL consultato il 14 gennaio 2022.